# Spuren (2013)
Spuren (Originaltitel: Tracks, Verweistitel: Spuren – Lass alles hinter dir) ist ein australischer Spielfilm aus dem Jahr 2013 über die wahre Geschichte von Robyn Davidson, die 1977 zu Fuß und allein 2.700 Kilometer australische Wüstenlandschaft durchquerte.

## Handlung
Spuren erzählt die wahre Geschichte von Robyn Davidson, die 1975 mit 24 Jahren von der Großstadt Brisbane in den kleinen Ort Alice Springs mitten in der Wüste zieht, um von dort bis an die australische Westküste zu wandern. Zunächst fehlen ihr die finanziellen Mittel für Ausrüstung und Verpflegung. Mehrere Monate arbeitet sie für einen Kamelhändler, um die Tiere besser kennenzulernen und zu trainieren. Dieser nutzt sie jedoch nur aus. Als ihr das Geld ausgeht, lässt Robyn sich auf einen Deal mit dem National-Geographic-Fotografen Rick Smolan ein. Gegen ihr Bauchgefühl erlaubt sie ihm, sie auf ihrer Reise zu besuchen und sie für eine Geschichte in dem Magazin zu fotografieren. Nach zwei Jahren Vorbereitungszeit voller Höhen und Tiefen bricht sie auf und begibt sich nur von einem Hund und vier Kamelen begleitet auf einen 2700 Kilometer langen Selbstfindungstrip. Während ihres insgesamt neunmonatigen Trips, auf dem sie fast verdurstete und von wilden Kamelen bedroht wurde, lernt Robyn die Kultur der Aborigines besser verstehen. Außerdem kommen sich Robyn und Rick näher.
Der Film schließt mit einem Zitat von Robyn Davidson: „Kamelreisen beginnen oder enden nicht, sie verändern nur die Form.“

## Hintergrund
Die Geschichte über den Trip von Robyn Davidson durch die Wüste Australiens erschien 1978 als Titelgeschichte des National Geographic. Wenig später schrieb Robyn Davidson ihren Bestsellerroman Tracks (deutsche Ausgabe: Spuren. Eine Reise durch Australien).
Die Geschichte sollte bereits zuvor verfilmt werden. 1993 war Julia Roberts für die Rolle vorgesehen sowie zu anderer Zeit Nicole Kidman, die wie Mia Wasikowska auch Australierin ist.

## Auszeichnungen
Der Film feierte seine Premiere im August 2013 bei den Filmfestspielen von Venedig, wo John Curran für den Goldenen Löwen nominiert wurde. Der Film war außerdem der Publikumsliebling auf den Festivals von Toronto und London 2013.
Der Film erhielt von der Deutschen Film- und Medienbewertung (FBW) die Auszeichnung „Prädikat wertvoll“.

## Kritik
„Faszinierender, auf wahren Begebenheiten beruhender Selbstfindungstrip durch eine majestätische Natur, die hier eine eigene Hauptrolle übernimmt. Darstellerin Mia Wasikowska ist in ihrer Rolle der zerbrechlichen aber willensstarken Hauptfigur glänzend.“